# Río Távora
El río Távora nace próximo a la localidad de Trancoso, al norte de Portugal, y desciende unos 46 km hasta desaguar en el río Duero, del que es afluente. A su vez, en él vierten sus aguas los arroyos Gradiz, Río de Mel, Açores y Lezíria.
Nace en el municipio de Trancoso (distrito de Guarda) pasa por varias localidades como el Ponte do Abade, Vila da Ponte (Sernancelhe), Escurquela, Riodades, Granjinha, Távora, Tabuaço, hasta desembocar por la margen izquierda en el río Duero tras haber recorrido cerca de 47 kilómetros.
Dispone de un importante embalse, denominado embalse de Vilar, localizado entre las parroquias de Vilar (Moimenta da Beira) y Fonte Arcada (Sernancelhe). Este embalse ayuda a normalizar los flujos hidrográficos del Duero y sirve para la producción de energía eléctrica. Por último, recientemente también es utilizado para la captación de agua para abastecimiento público.

## Etimología
La palabra Távora proviene del latim tabula que quiere decir tabla, madera y designa a mesas de madera e incluso a los castaños, utilizados para hacer madera de excelencia.

## Afluentes
| - Ribeira do Vale Azedo - Ribeira de Mel - Ribeira Paúl - Ribeira Tabosa - Ribeira Açores | - Ribeira da Lezíria - Ribeira Medreiro - Ribeira Arados - Ribeira Viarca - Ribeira Sampaio | - Ribeira Ferreirim - Ribeira Friestes - Ribeira Tabarelas - Ribeira Fradinho - Ribeira de Gradiz |

## Puentes
Sobre el río Távora se conservan puentes de interés histórico, como:
- Puente de Vila Novinha.
- Puente de Abade.
- Puente de Vila da Ponte.
- Puente de Freixinho.
- Puente de Fonte Arcada.
- Puente de Riodades
- Puente de Fumo, entre Távora y Pereiro.
- Puente de Tabuaço
- Puente de la hoz del río Távora.

Con la construcción del embalse de Vilar el puente de Vila da Ponte, el puente de Freixinho y el puente de Fonte Arcada fueron destruidos y su terreno sumergido. Al inicio del embalse de Vilar fue construido un puente de cemento armado que une las localidades de Freixinho y de Penso.

Rio Távora
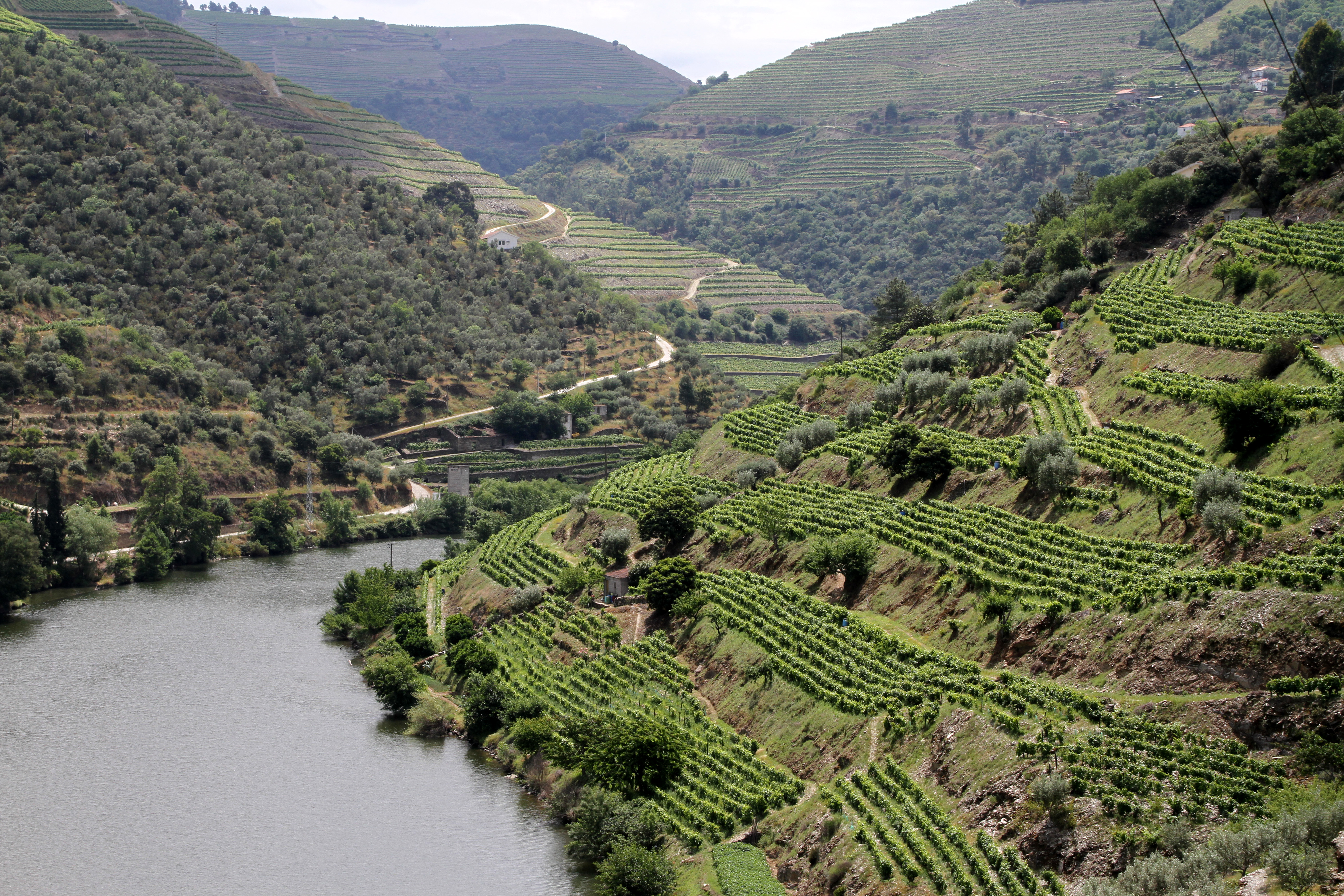
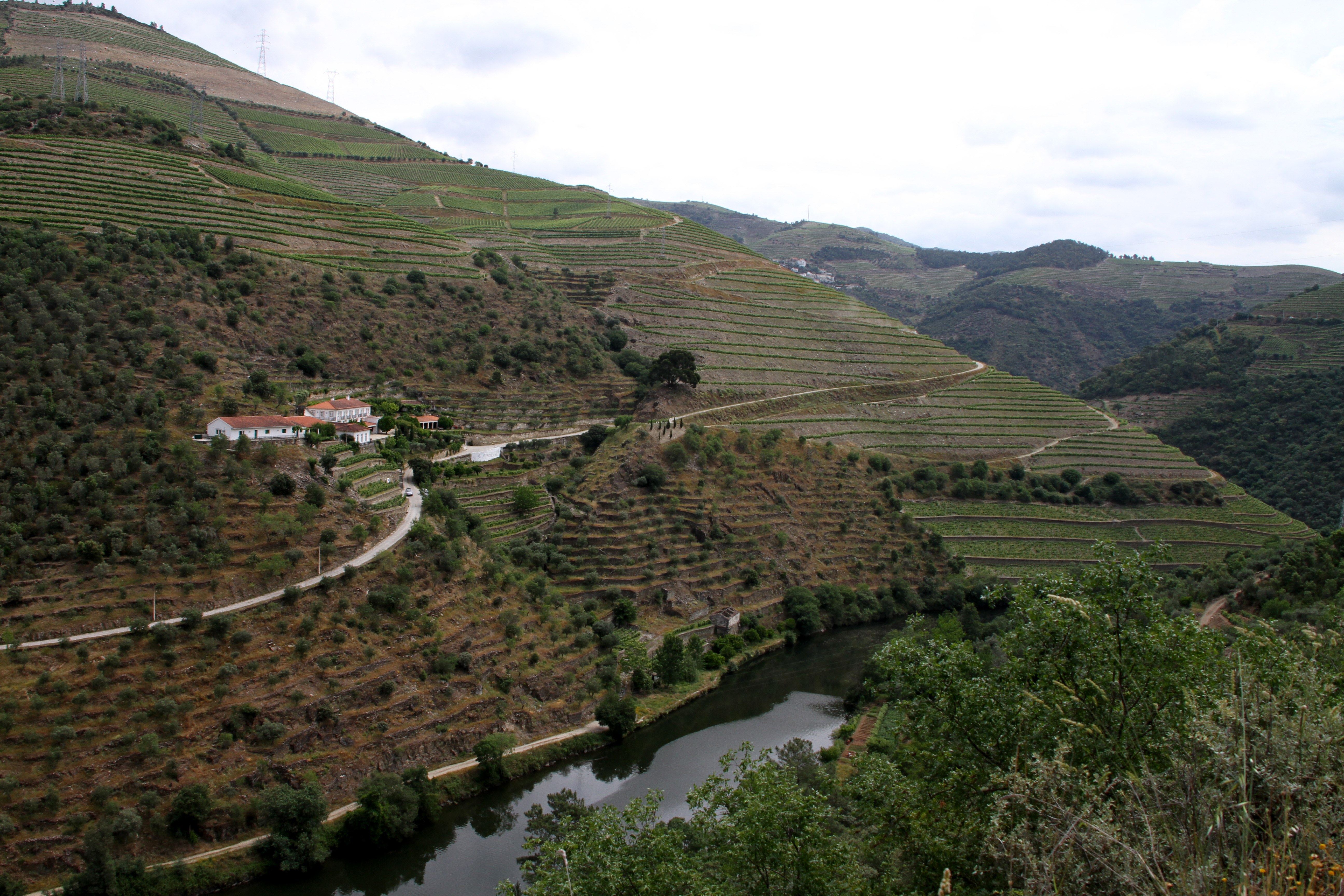
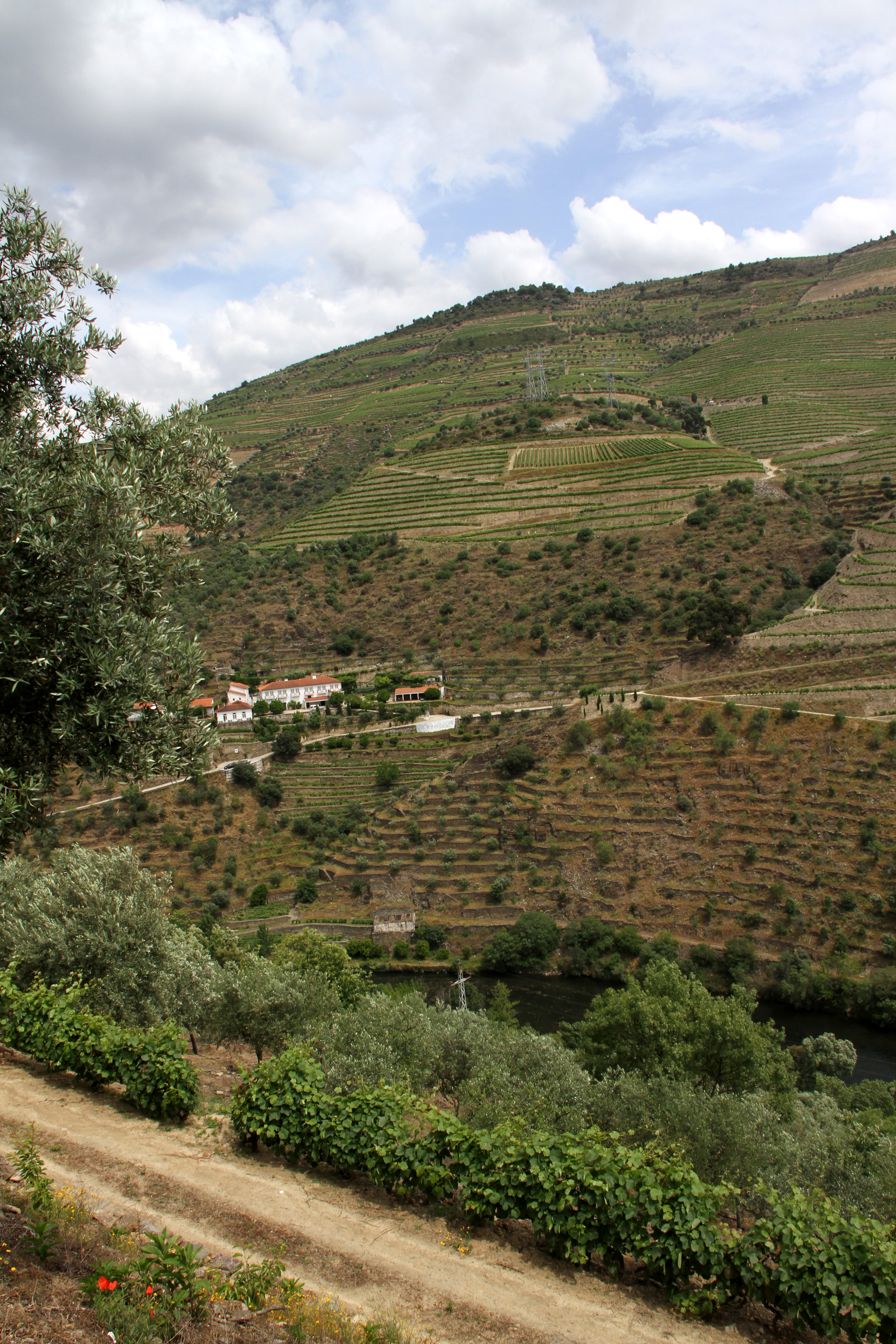
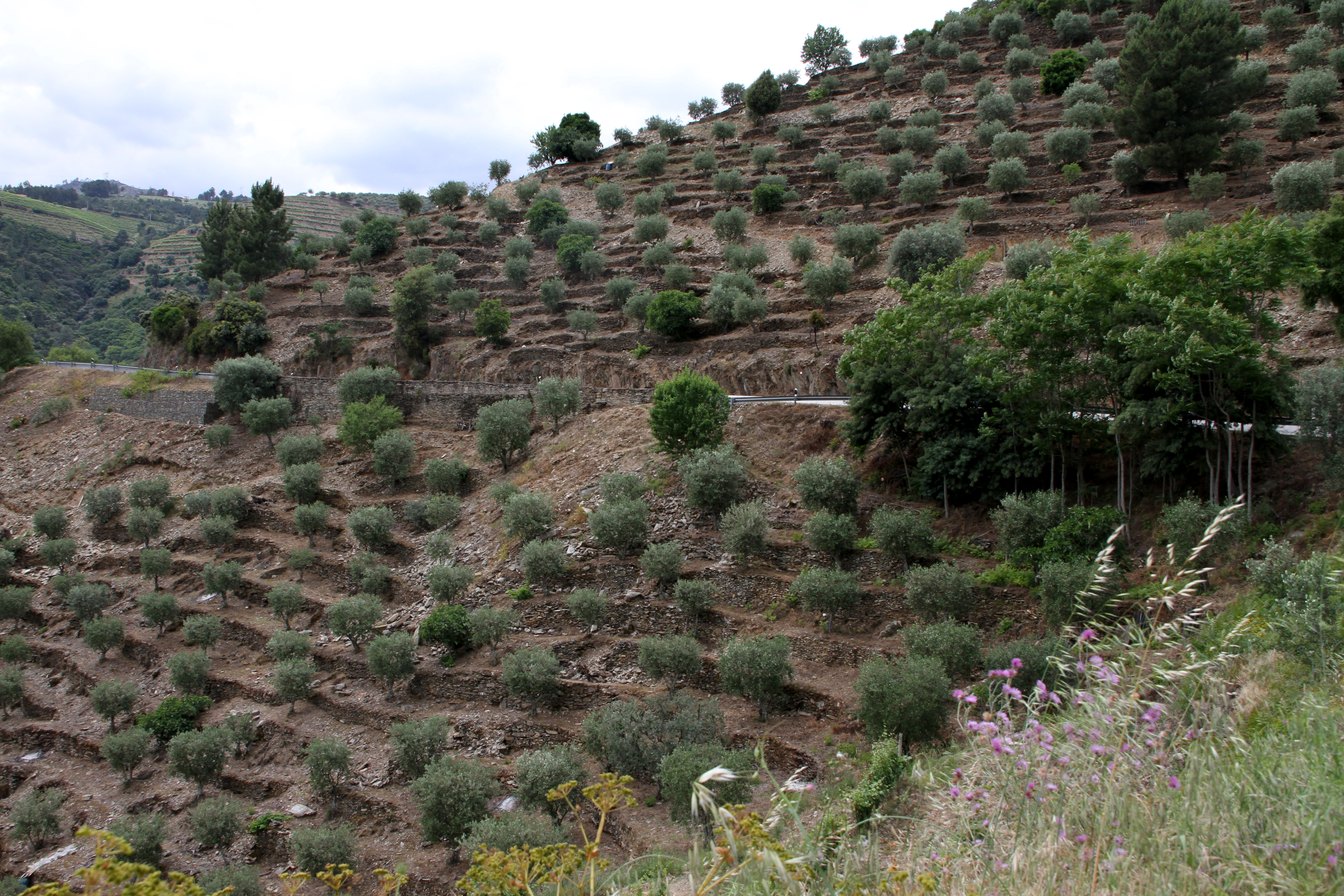
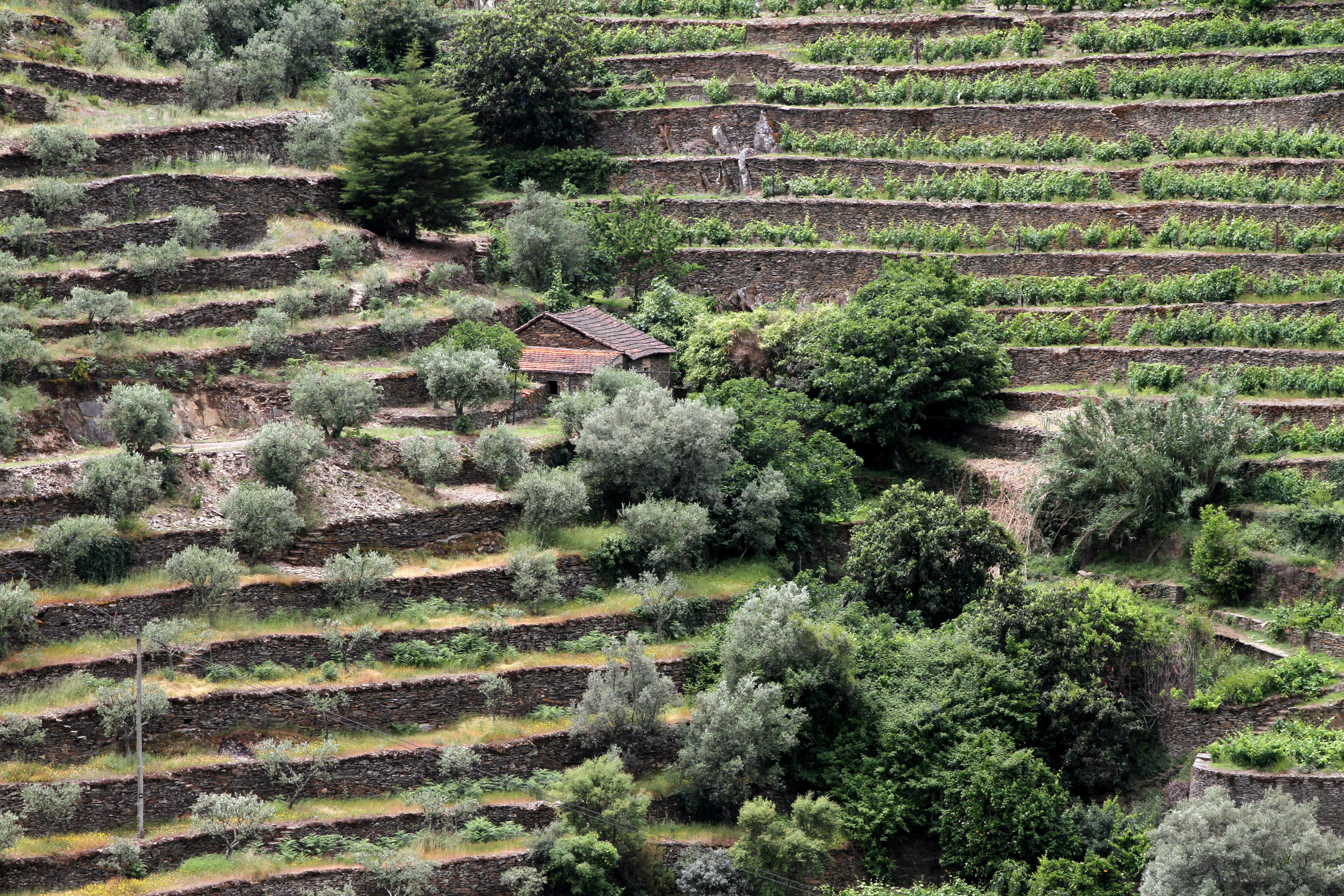
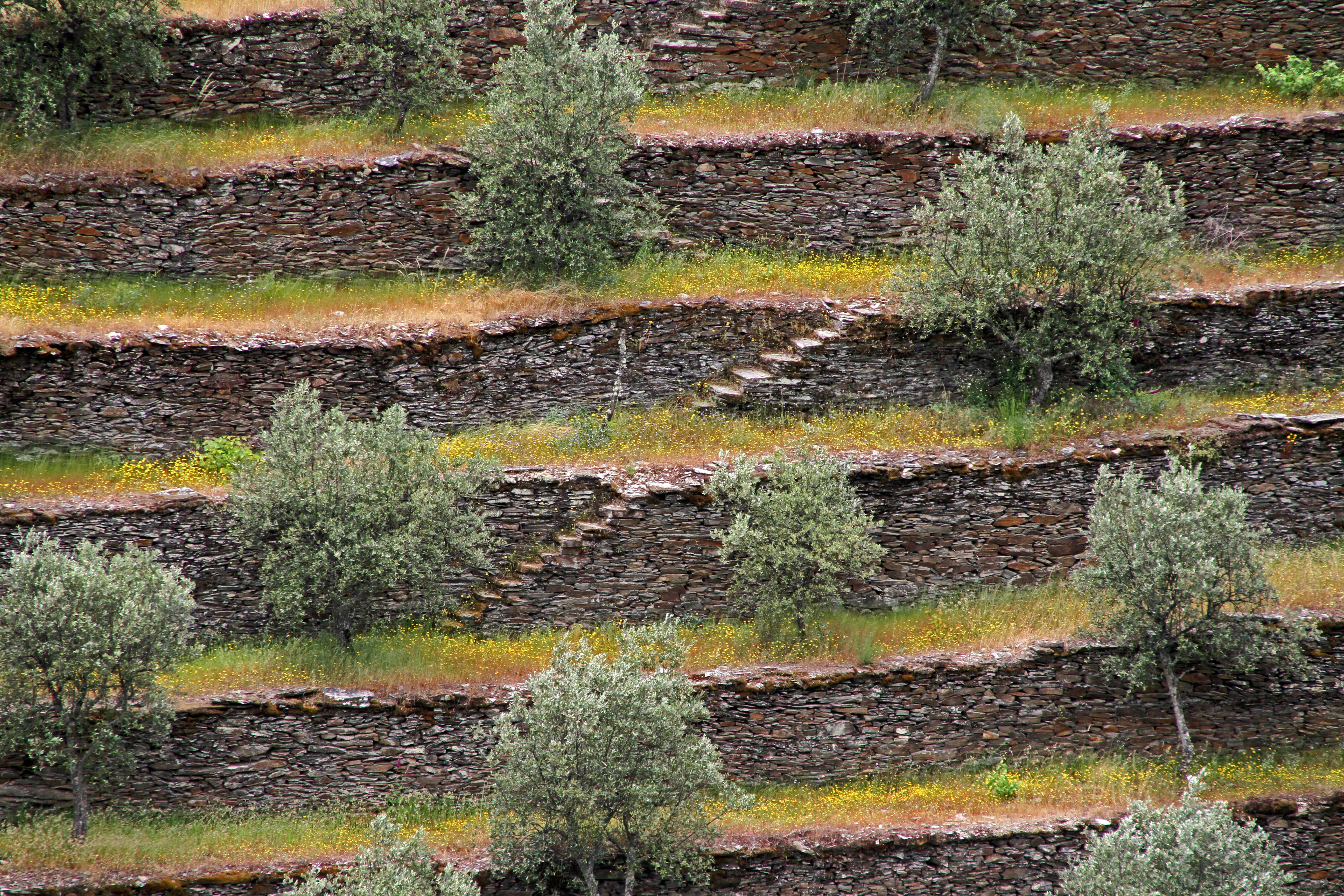